# Patinage de vitesse sur piste courte aux Jeux olympiques
Pour un article plus général, voir Patinage de vitesse sur piste courte.
Le patinage de vitesse sur piste courte est inscrit au programme des Jeux olympiques d'hiver depuis l'édition de 1992 à Albertville, en France, avec une course individuelle et un relais pour les hommes et pour les femmes. Quatre ans auparavant lors des Jeux de 1988 à Calgary, dix épreuves étaient disputées en tant que sport de démonstration. Seulement deux ans après son apparition, deux nouvelles distances sont ajoutés au programme olympique: le 500 mètres pour les hommes et le 1 000 mètres pour les femmes. Depuis 2002 et l'édition de Salt Lake City, le patinage de vitesse sur piste courte comporte six épreuves individuelles sur 500, 1 000 et 1 500 mètres ainsi que deux relais disputés sur 5 000 mètres chez les hommes et sur 3 000 mètres dans l'épreuve féminine. Enfin, aux Jeux olympiques de 2022, une épreuve de relais mixte sur 2 000 mètres est ajoutée au programme.
Le format des épreuves olympiques évolue peu d'une édition à l'autre : ses modifications sont celles élaborées par l'Union internationale de patinage en compétition classique puis soumises à la validation du Comité international olympique. Les Jeux olympiques ont souvent été le théâtre de controverses qui ont mené à des évolutions de la discipline.
Si l'addition du patinage de vitesse sur piste courte au programme olympique est poussée par les Canadiens, le pays dispute rapidement la première place mondiale avec plusieurs pays asiatiques, en particulier la Corée du Sud et la Chine. La participation des nations et des athlètes aux épreuves croît d'une édition à l'autre, mais la Corée du Sud compte 24 titres sur 56 distances au total de 1992 à 2018. Le patineur le plus titré de l'histoire olympique du sport est Viktor Ahn avec sept médailles d'or, tandis que le record de médailles est partagé entre ce dernier, l'Américain Apolo Ohno et Arianna Fontana.

## Histoire

### Jeux olympiques de Calgary
Le patinage de vitesse sur piste courte est ajouté au programme en tant qu'épreuve de démonstration en octobre 1983. Le président du comité bénévole du patinage de vitesse sur piste courte est John Thorpe. Le président de l'ISU, Olaf Poulsen, s'oppose fermement à l'ajout du sport au programme olympique, estimant que le patinage de vitesse sur piste courte est trop violent. Aux Jeux olympiques de 1988, dix épreuves sont montrées en démonstration : en individuel, le 500 m, 1 000 m, 1 500 m et 3 000 m. En relais, les femmes courent sur 3 000 m tandis que les hommes se qualifient sur 3 000 m mais disputent la finale au 5 000 m.
Champion du monde deux semaines plus tôt et vainqueur de trois distances sur quatre à la compétition pré-olympique en novembre 1987, le Québécois Michel Daignault est présenté comme favori de la compétition masculine. Chez les femmes, Maryse Perreault remporte toutes les distances d'une compétition internationale quelques mois avant les Jeux. Les équipes masculine comme féminine du Canada ont remporté tous leurs relais sans exception depuis 1983. Cependant, l'équipe du Canada n'arrive pas à la hauteur des attentes des compatriotes.
Les athlètes de sports de démonstration ne profitent pas de l'intégralité des avantages des sportifs olympiques. Ils dorment dans une résidence à quelques kilomètres du village olympique. Les sportifs de certains pays ne sont pas invités à la cérémonie d'ouverture des Jeux, ni ne reçoivent de combinaison aux couleurs de leur pays : le choix est laissé aux comités olympiques de chaque nation. Par exemple, les patineurs britanniques portent l'uniforme britannique, mais l'écusson de leur pays est retiré de l'uniforme pour les différencier des « vrais » athlètes. Leurs médaillons, quant à eux, ne figurent pas au tableau des médailles de l'événement : malgré la victoire au 1 500 mètres de la Canadienne Sylvie Daigle, on retiendra que, pour la deuxième fois de l'histoire olympique, le Canada n'a remporté aucune médaille d'or.
Au cours de la compétition, sur dix distances courues, neuf records du monde sont battus. Seul le 1 000 mètres masculin échappe à cette amélioration drastique des performances. Le Canada reste le pays ayant remporté le plus de médaillons pendant ces Jeux olympiques, mais les Pays-Bas, la Corée du Sud et le Royaume-Uni se placent en tête du classement avec deux médaillons d'or chacun.
La discipline fait salle comble : lors de la réunion du Comité international olympique l'été suivant, la décision est prise d'intégrer le patinage de vitesse sur piste courte au programme olympique dès 1992.

### Jeux olympiques d'Albertville
Le comité d'organisation des Jeux olympiques a pour mission de créer un programme médiatiquement et techniquement viable : chaque proposition est approuvée ou refusée par l'Union internationale de patinage. Le programme est ramené à quatre épreuves : 500 m féminin, 1 000 m masculin et relais (3 000 m pour les femmes, 5 000 m pour les hommes),. Un hall de glace accueille le patinage de vitesse sur piste courte et le patinage artistique : pour la première fois, ces deux sports partagent la même patinoire, une tradition qui perdure pour toutes les éditions suivantes des Jeux olympiques.
Les favoris sont chez les femmes, Sylvie Daigle, Monique Velzeboer et Zhang Yanmei. Chez les hommes, les noms qui retiennent l'attention sont ceux de Wilf O'Reilly et de l'équipe australienne de relais. Le premier médaillé olympique de l'histoire du short-track est le Coréen Kim Ki-hoon, qui remporte le 1 000 m en 1 min 30 s 76 à Albertville. Chez les femmes, la première médaillée est l'Américaine Cathy Turner.
Les premiers Jeux olympiques marquent le premier scandale associé : l'absence de la Canadienne Eden Donatelli est très remarquée par la presse québécoise. En effet, elle est la seule patineuse de haut niveau non francophone et ses résultats lui garantissaient normalement une place dans l'équipe principale, tandis qu'elle doit céder sa place à Angela Cutrone qu'elle a pourtant battue aux sélections nationales. L'entraîneur de l'équipe nationale Yves Nadeau est accusé d'avoir voulu constituer une équipe entièrement québécoise malgré le niveau des patineuses.
Dans chacune des distances, le record du monde est battu au moins une fois au cours de la compétition. À la fin des Jeux, sur quatre distances, la Corée du Sud compte trois médailles et prend la tête du classement par pays : ces résultats lancent une tradition nationale qui fera du pays le grand favori de la discipline pour les décennies qui suivent.
Après les Jeux olympiques de 1992, deux grandes suggestions sont émises par les sportifs canadiens. La première est la création d'un système de repêchage : en effet, les meilleurs patineurs peuvent être éliminés sur une simple chute, parfois causée par quelqu'un d'autre. Un système de double élimination est donc suggéré, mais ne voit jamais le jour. L'autre idée a plus de succès : pour éviter que les patineurs dont la progression sur une année a été importante arrivent en parfaits inconnus aux Jeux olympiques, l'idée d'une Coupe du monde de patinage de vitesse sur piste courte en plusieurs manches est soulevée. Elle verra le jour cinq ans plus tard.

### Jeux olympiques de Lillehammer
En juillet 1992, à Barcelone, le comité d'organisation des Jeux olympiques ajoute le 500 m hommes et le 1 000 m femmes au programme olympique. Les patineurs s'affrontent donc sur 500 mètres, 1 000 mètres et relais (3 000 mètres pour les femmes et 5 000 mètres pour les hommes).
L'Américain Eric Flaim est le premier athlète à remporter des médailles olympiques à la fois en patinage de vitesse et en patinage de vitesse sur piste courte, avec l'argent au 1 500 m longue piste en 1988 et au relais du patinage de vitesse sur piste courte en 1994. L'équipe de relais masculine australienne est la première équipe de l'hémisphère Sud médaillée à des Jeux olympiques d'hiver. Kim Yun-mi, 13 ans, devient la plus jeune médaillée d'or de l'histoire des Jeux olympiques d'hiver après le relais féminin du 3 000 m.
Cathy Turner répète sa médaille d'or des Jeux précédents au 500 m. Cependant, sa victoire est controversée : elle a en effet commis plusieurs fautes pour arriver à ce classement, sans jamais être pénalisée par les juges. Lors des remises de médailles, Zhang Yanmei quitte le podium dès qu'elle reçoit sa médaille, ne restant pas pour l'hymne américain et jetant son bouquet de fleurs derrière elle. L'attention médiatique se porte sur les irrégularités de la compétition féminine au point que certains se demandent si le Comité international olympique va supprimer la discipline du programme des Jeux olympiques de 1998,. À la suite des Jeux olympiques, toutes les fédérations nationales à l'exception de la fédération américaine signent une pétition pour intégrer l'arbitrage vidéo aux Championnats du monde de patinage de vitesse sur piste courte 1995 : la méthode devient systématique dans les compétitions internationales de la discipline.
Si la patinoire est presque pleine de spectateurs, leur nombre est bien inférieur à celui présent aux Jeux olympiques précédents et suivants : il s'agit par ailleurs du sport avec le moins de spectateurs de toute cette édition des Jeux olympiques.

### Jeux olympiques de Nagano
Les Jeux olympiques de Nagano, tenus en 1998, sont les premiers où le temps des patineurs est mesuré au millième de seconde près. Les patineurs n'atteignant pas les demi-finales sont quant à eux classés au temps et non au nombre de points comme aux éditions précédentes.
Les dix-huit médailles de la discipline sont distribuées seulement à quatre pays : la Chine, le Canada, le Japon et la Corée du Sud[réf. souhaitée].

### Jeux olympiques de Salt Lake City
Le 1 500 m, masculin et féminin, est ajouté au programme des Jeux olympiques de Salt Lake City en 2002. En finale du 1 000 m, dans le dernier virage, Li Jiajun tente de dépasser Apolo Anton Ohno, en première place du peloton. Les quatre premiers de la course tombent tous ensemble. L'Australien Steven Bradbury, en retard sur le peloton, est le seul à rester debout et gagne la course.

### Jeux olympiques de Turin
Aux Jeux olympiques de Turin, la Corée du Sud remporte six médailles d'or (sur 8 événements) et dix médailles au total. En particulier, Ahn Hyun-soo remporte l'or au 1 000 m, au 1 500 m et au relais, ainsi que le bronze au 500 m. Après les Jeux de Turin, Ahn Hyun-Soo se blesse gravement et est exclu de l'équipe des Jeux de 2010 par sa fédération, n'ayant pas pu participer aux compétitions internationales de la saison précédente. Il déménage en Russie et prend le nom de Viktor Ahn.

### Jeux olympiques de Vancouver
De son côté, aux Jeux olympiques d'hiver de 2010, Apolo Anton Ohno gagne l'argent au 1 500 m et le bronze au 1 000 m et au relais, ce qui fait de lui le premier patineur de vitesse sur piste courte à gagner huit médailles olympiques. L'image de Charles Hamelin remportant le 1 500 m, puis se jetant sur la rambarde pour embrasser sa fiancée et coéquipière Marianne St-Gelais, est considérée par le grand public canadien comme une des images les plus marquantes des Jeux de Vancouver. Wang Meng obtient sa sixième médaille olympique à Vancouver, ce qui fait d'elle la patineuse de vitesse sur courte piste la plus médaillée aux Jeux olympiques ainsi que l'olympienne chinoise la plus médaillée aux Jeux d'hiver.

### Jeux olympiques de Sotchi
Aux Jeux olympiques de 2014 à Sotchi, le retour de Viktor Ahn est marqué par trois médailles d'or (500 m, 1 000 m et relais masculin) et une médaille de bronze au 1 500 m. Avec huit médailles au total, il est à égalité avec Apolo Anton Ohno, qui a pris sa retraite, en tant que patineur de vitesse sur piste courte avec le plus de médailles olympiques. Chez les femmes, la Coréenne Park Seung-hi remporte le 1 000 m. Toutes les autres médailles d'or féminines sont récupérées par les Chinoises.

### Jeux olympiques de Pyeongchang
Aux Jeux olympiques de 2018 à Pyeongchang, Arianna Fontana remporte trois médailles olympiques, dont sa première médaille d'or. Elle devient donc la patineuse la plus médaillée de l'histoire olympique, aux côtés d'Ohno et de Ahn.

### Jeux olympiques de Pékin
En septembre 2018, le Comité international olympique décide d'ajouter le relais mixte sur 2 000 mètres au programme olympique.

## Disciplines et épreuves

### Tableau des différentes disciplines présentes aux Jeux olympiques
| Épreuves                  | 88  | 92 | 94 | 98 | 02 | 06 | 10 | 14 | 18 | 22 | Total |
| ------------------------- | --- | -- | -- | -- | -- | -- | -- | -- | -- | -- | ----- |
| 500 m hommes              | (D) |    | •  | •  | •  | •  | •  | •  | •  | •  | 7     |
| 1 000 m hommes            | (D) | •  | •  | •  | •  | •  | •  | •  | •  | •  | 8     |
| 1 500 m hommes            | (D) |    |    |    | •  | •  | •  | •  | •  | •  | 5     |
| 3 000 m hommes            | (D) |    |    |    |    |    |    |    |    |    | -     |
| Relais sur 5 000 m hommes | (D) | •  | •  | •  | •  | •  | •  | •  | •  | •  | 8     |
| 500 m femmes              | (D) |    | •  | •  | •  | •  | •  | •  | •  | •  | 7     |
| 1 000 m femmes            | (D) | •  | •  | •  | •  | •  | •  | •  | •  | •  | 8     |
| 1 500 m femmes            | (D) |    |    |    | •  | •  | •  | •  | •  | •  | 5     |
| 3 000 m femmes            | (D) |    |    |    |    |    |    |    |    |    | -     |
| Relais sur 3 000 m femmes | (D) | •  | •  | •  | •  | •  | •  | •  | •  | •  | 8     |
| Relais mixte sur 2 000 m  | (D) |    |    |    |    |    |    |    |    | •  | 1     |
| Total                     | -   | 4  | 6  | 6  | 8  | 8  | 8  | 8  | 8  | 9  | 65    |

## Nations présentes
Entre 1992 et 2018, près de 824 athlètes en provenance de plus de trente nations différentes ont participé aux épreuves de patinage de vitesse sur piste courte des Jeux olympiques. La tendance est à la stagnation avec une vingtaine de délégations participantes depuis l'édition de 2002.
| Édition                                                                         | 92 | 94 | 98 | 02 | 06 | 10 | 14 | 18 |
| ------------------------------------------------------------------------------- | -- | -- | -- | -- | -- | -- | -- | -- |
| Nombre de nations présentes en patinage de vitesse sur piste courte par édition | 16 | 19 | 18 | 26 | 24 | 23 | 25 | 22 |

Le nombre indiqué entre parenthèses est le nombre d'athlètes engagés dans les épreuves officielles pour chaque pays sur l'ensemble des Jeux de 1992 à 2018
| - Afrique du Sud (1) - Allemagne (31) - Athlètes olympiques de Russie (7) - Australie (33) - Autriche (2) - Biélorussie (5) - Belgique (18) - Bulgarie (14) - Canada (75) - Chine (68) - Corée du Nord (13) - Corée du Sud (71) - Équipe unifiée de l'ex-URSS (6) |  | - États-Unis (68) - France (40) - Grande-Bretagne (39) - Hong Kong (5) - Hongrie (36) - Israël (3) - Italie (71) - Japon (60) - Kazakhstan (8) - Lettonie (5) - Lituanie (1) - Mongolie (5) - Norvège (6) |  | - Nouvelle-Zélande (10) - Pays-Bas (46) - Pologne (10) - République tchèque (6) - Roumanie (3) - Russie (28) - Singapour (1) - Slovaquie (3) - Suède (3) - Taipei chinois (1) - Ukraine (5) |

## Tableau des médailles
Le tableau ci-dessous présente le bilan, par nations, des médailles obtenues en patinage de vitesse sur piste courte lors des Jeux olympiques d'hiver, de 1992 à 2022. Le rang est obtenu par le décompte des médailles d'or, puis en cas d'ex æquo, des médailles d'argent, puis de bronze.
Après les Jeux de 2022, la Corée du Sud est le pays ayant remporté le plus grand nombre de médailles olympiques en patinage de vitesse sur piste courte, avec cinquante-trois médailles dont vingt-six en or. La Chine arrive en deuxième position avec douze médailles d'or remportées, suivie du Canada avec dix d'or.
| Rang  | Nation                        | Or | Argent | Bronze | Total |
| ----- | ----------------------------- | -- | ------ | ------ | ----- |
| 1     | Corée du Sud                  | 26 | 16     | 11     | 53    |
| 2     | Chine                         | 12 | 16     | 9      | 37    |
| 3     | Canada                        | 10 | 13     | 14     | 37    |
| 4     | États-Unis                    | 4  | 7      | 9      | 20    |
| 5     | Italie                        | 3  | 6      | 6      | 15    |
| 6     | Pays-Bas                      | 3  | 3      | 3      | 9     |
| 7     | Russie                        | 3  | 1      | 1      | 5     |
| 8     | Hongrie                       | 2  | 0      | 2      | 4     |
| 9     | Japon                         | 1  | 0      | 2      | 3     |
| 10    | Australie                     | 1  | 0      | 1      | 2     |
| 11    | Bulgarie                      | 0  | 2      | 1      | 3     |
| 12    | ROC                           | 0  | 1      | 1      | 2     |
| 13    | Athlètes olympiques de Russie | 0  | 0      | 1      | 1     |
| 13    | Belgique                      | 0  | 0      | 1      | 1     |
| 13    | Corée du Nord                 | 0  | 0      | 1      | 1     |
| 13    | Équipe unifiée de l'ex-URSS   | 0  | 0      | 1      | 1     |
| 13    | Grande-Bretagne               | 0  | 0      | 1      | 1     |
| Total | Total                         | 65 | 65     | 65     | 195   |